# Dřevorubec

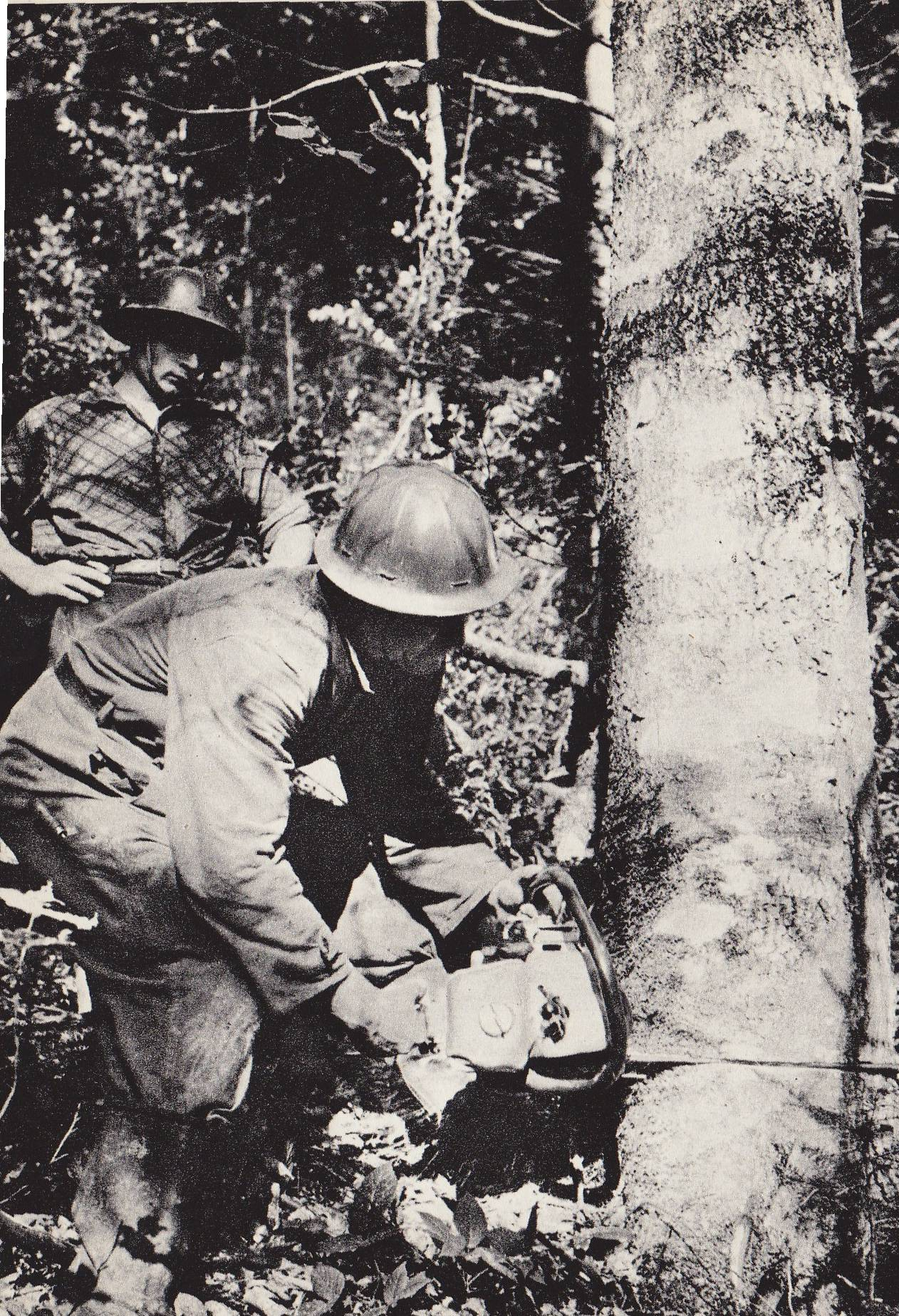
Dřevorubec při práci s motorovou pilou. Polsko, 1968

Dřevorubec (dříve drvoštěp) je starší název pro profesi, ve které osoba kácí stromy v porostu. Novější označení dle Národní soustavy povolání je těžař dříví a dělí se na dva druhy: těžař dříví motomanuální a těžař dříví těžebně-dopravními stroji. V prvním případě pracuje těžař s motorovou pilou a jeho úkolem je kácet stromy a připravovat sortimenty, ve druhém pracuje s těžícím strojem, jako je například harvestor, a vedle kácení a přípravy sortimentů ještě natěžené dřevo vyváží.
Těžba dřeva probíhá v případě práce s motorovou pilou tak, že dřevorubec nařízne z jedné strany strom a vyřízne klín. Následně řeže strom z obrácené strany, aby padal ve směru vyříznutého klínu. Po pádu stromu ho odvětví, změří a rozřeže na dílce (tzv. sortimenty). V případě využití harvestoru se jedná o pojízdný stroj, který má hydraulickou ruku. Ta uchopí kmen stromu a strom odřízne. Následně kmen projede rukou, přičemž je odvětven – následuje rozřezání na komponenty a případně naložení na vyvážecí zařízení.
Před vznikem motorových pil pracovali dřevorubci s ručními pilami.